# Ilur
Un ilur és un compost químic molecular en el qual un lloc aniònic {\displaystyle {\ce {Y-}}} (carboni o altres àtoms) s'uneix directament a un heteroàtom {\displaystyle {\ce {X+}}} (normalment nitrogen, fòsfor o sofre) que porta una càrrega positiva formal. Per tant, són espècies 1,2-dipolars de fórmula {\displaystyle {\ce {R_{m}X+ -Y- R_{n}}}}.

## Etimologia
El mot «ilur» prové de la condensació de dos sufixos emprats en nomenclatura química: «–il», per designar cations ({\displaystyle {\ce {CH3+}}} catió metil, {\displaystyle {\ce {CH3-CH2-CH2+}}} catió propil) i el sufix «–ur» emprat per designar els anions ({\displaystyle {\ce {CH3-}}} metanur, {\displaystyle {\ce {S^2-}}} sulfur).

## Tipus
Si {\displaystyle {\ce {X}}} és un àtom saturat d'un element del segon període de la taula periòdica dels elements, l'ilur es representa amb les càrregues separades: {\displaystyle {\ce {R_{m}X+ -Y- R_{n}}}}. Si {\displaystyle {\ce {X}}} és un àtom d'un element a partir del tercer període, es pot utilitzar la forma sense càrregues {\displaystyle {\ce {R_{m}X=YR_{n}}}}. Si {\displaystyle {\ce {X}}} és un àtom insaturat, amb un enllaç doble a un element {\displaystyle {\ce {Z}}} del segon període, la càrrega negativa de {\displaystyle {\ce {Y}}} es pot estabilitzar per conjugació d'electrons π entre {\displaystyle {\ce {Z=X+ -Y- R_{n}}}} i {\displaystyle {\ce {Z- -X+=YR_{n}}}}.

Hi ha diferents maneres de classificar els ilurs. Els ilurs amb la càrrega negativa en el carboni es poden anomenar com a ilur de seguit del nom de l'element {\displaystyle {\ce {X}}}: ilur de nitrogen, ilur de fòsfor, ilur d'oxigen, ilur de sofre. Els ilurs també es poden anomenar segons la classe de compost de {\displaystyle {\ce {R_{m}X}}}: ilur d'amina ({\displaystyle {\ce {R3 N+ -C- R_2}}}), ilur de nitril ({\displaystyle {\ce {RC=N+ -C- R2}}}).

Ilur d'amoni (fórmula general).
Ilur de sofre (fórmula general).
Ilur de piridini (fórmula general).